# Grassmannmått
Ett Grassmannmått är ett mått i linjär algebra, namngett efter den tyska matematikern Hermann Grassmann.

## Formell definition
Låt {\displaystyle 0<m<n\,} vara heltal och bilda Grassmannmångfalden {\displaystyle G(n,m)\,}. Definiera en funktion från ortogonalgruppen {\displaystyle O(n)\,} till {\displaystyle G(n,m)\,} på följande sätt:
{\displaystyle \Xi _{V}:O(n)\rightarrow G(n,m)\,}, så att {\displaystyle \Xi _{V}(g)=gV.\,}
Grassmannmåttet {\displaystyle \gamma _{n,m}\,} ett bildmått:
{\displaystyle \gamma _{n,m}:=\Xi _{V\#}\theta _{n},\,}
dvs för {\displaystyle A\subset G(m,n)\,}
{\displaystyle \gamma _{n,m}(A)=\theta _{n}(\{g\in O(n):gV\in A\}).}
Här är {\displaystyle \theta _{n}\,} det vridningsinvariant måttet i {\displaystyle O(n)\,}.

## Egenskaper
- Eftersom måttet {\displaystyle \theta _{n}\,} är vridningsinvariant så är Grassmannmåttet också "vridningsinvariant":

{\displaystyle \gamma _{n,m}(gA)=\gamma _{n,m}(A),\,}
för {\displaystyle A\subset G(m,n)\,}. Här
{\displaystyle gA:=\{gW:W\in A\}.\,}
- Eftersom Grassmannmåttet är vridningsinvarianta beror det inte på vilket delrum V man väljer. Därför väljer man ofta delrummet {\displaystyle V=\mathbb {R} ^{m}}.

## Favardmått
Man definierar det Favardmåttet med hjälp av Grassmannmåttet. För heltalen {\displaystyle 0<m<n\,} är det m-dimensionella Favardmåttet med en parameter 1 ett Borelmått {\displaystyle {\mathcal {I}}_{1}^{m}:{\mbox{Bor}}\,\mathbb {R} ^{n}\rightarrow [0,\infty ]}, definierad som:
{\displaystyle {\mathcal {I}}_{1}^{m}(A):=\int _{G(n,m)}\int _{V}{\mathcal {H}}^{0}(A\cap P_{V}^{-1}\{v\})\,d{\mathcal {H}}^{m}(v)\,d\gamma _{n,m}(V),}
där
- integralen

{\displaystyle \int _{G(n,m)}d\gamma _{n,m}\,}
är måttintegralen med avseende på måttet {\displaystyle \gamma _{n,m},\,}
- integralen

{\displaystyle \int _{V}d{\mathcal {H}}^{m}}
är måttintegralen med avseende på det m-dimensionella Hausdorffmåttet {\displaystyle {\mathcal {H}}^{m}\,} över delrummet {\displaystyle V\in G(n,m),\,}
- måttet {\displaystyle {\mathcal {H}}^{0}} är det nolldimensionella Hausdorffmåttet dvs räknemåttet och

- mängden

{\displaystyle P_{V}^{-1}\{v\}:=\{x\in \mathbb {R} ^{n}:P_{V}(x)=v\}\,}
för {\displaystyle v\in V\in G(m,n).\,}